# Blackjack
Blackjack, eller 21, er et kasino-kortspil hvor det gælder om at få en korthånd med en højere score end casinoets dealere – uden dog at få over 21.
Blackjack kan spilles med 1 til 8 sæt almindelige kortspil uden jokere. Billedkortene tæller 10, esser tæller 1 eller 11 og resten af kortene tæller deres påtrykte værdi.
Den højeste hånd i blackjack består af to kort, dels et es og dels et hvilket som helst andet kort med en værdi på 10 – dvs. enten en tier eller et billedkort i form af en knægt, dame eller en konge. En sådan hånd kaldes en "Blackjack" eller en "Natural". Får man blackjack og vinder, får man sin indsats x 2,5 i gevinst – hvorimod man normalt kun får odds 1-2 hvis man vinder med en hånd der ikke er en blackjack.
Hvis både spiller og dealer har blackjack, går spillet lige op (push), og spilleren kan beholde sin indsats. Bortset fra blackjack, giver en vindende hånd en gevinst svarende til indsatsen. Spilleren vinder, hvis deres hånd har en højere score end dealerens, uden at den er over 21. Derfor kaldes spillet også 21. Hvis spilleren eller dealeren går over 21 kaldes det at gå "bust", og det medfører automatisk, at man har tabt. Hvis både spiller og dealer går bust vinder dealeren, og det er her casinoet har sin fordel og dermed overskud ved at udbyde spillet. Har spiller og dealer lige meget siger man, at det er en "push", og spilleren får sin indsats tilbage. Bemærk dog at dealers blackjack slår en spillers hånd på 21 – som ikke er en blackjack hvis spilleren har fået 21 på 3 eller flere kort.
Spillet af blackjack dateres til midten af det 18. århundrede. Ligesom mange andre gambling tidsfordriv (poker for en), stammer den fra Frankrig, selv om amerikanerne gav spillet sin nuværende form.

## Blackjack spillets begyndelse
Et spil blackjack begynder med, at hver spiller placerer sin indsats i feltet foran sig. Derefter giver dealeren hver spiller 2 kort og sig selv 2 kort, hvor af kun det ene vender med billedsiden opad. Hvis dealeren har 10 eller es, er det en mulighed, at denne får blackjack, og alle spillerne vil tabe deres indsatser, med mindre de selv har blackjack. I U.S.A. vil dealeren derfor tjekke for blackjack med det samme, og samle alle indsatserne ind hvis de har blackjack. Hvis dealeren har et es, vil denne tillade spillerne at forsikre sig imod blackjack ("Insurance"). Hvis man tager imod tilbuddet, betaler man yderligere et beløb svarende til den oprindelige indsats. Får dealeren blackjack, får man beløbet tilbage i forholdet 2:1. Efter at alle spillere har accepteret eller afvist tilbuddet om insurance, tjekker dealeren sit andet kort, for at se om de har blackjack.
Har dealeren ikke mulighed for blackjack, eller har dealeren konstateret, at de ikke har blackjack, efter de har tjekket sit andet kort, kan spillerne på skift spille deres hånd.

## Spillerens valgmuligheder under blackjack spillet
"Stand": Er spilleren tilfreds med sin hånd, som den er, vælger de at stå, og afviser dermed at få yderligere kort.
"Hit": Hvis spilleren vil have yderligere kort, vælger de at hitte, indtil de er tilfreds og står, eller de er gået bust og har tabt.
"Double": Hvis spilleren mener, at de kan nøjes med et, og kun et kort, for at vinde spillet, kan de doble sin indsats. Tilbuddet er kun til rådighed, når man har fået de to første kort. På nogle casinoer kan man kun doble, hvis summen af ens 2 første kort er 9, 10 eller 11.
"Split": Hvis spillerens to første kort er lige store, kan de splitte dem til to separate hænder ved at fordoble indsatsen og dermed forhåbentligt også gevinsten. Man kan som regel gensplitte to til tre gange i træk, hvis muligheden opstår. Det er ikke altid tilladt at doble, efter man har splittet. Nogle steder får man kun ét kort, hvis man splitter to esser.
Efter at spillerne har spillet deres hænder fra venstre mod højre, vil dealeren spille sin hånd. Dealeren har ingen fri vilje, men må spille efter casinoets på forhånd fastlagte regler. Sædvanligvis skal dealeren hitte indtil summen af deres kort er 17 eller derover. Nogle casinoer har endda den regel, at dealeren skal hitte på en blød 17 ("soft 17"), hvilket vil sige et es og et hvilket som helst antal kort, der har summen 6.
Har dealerens kort en værdi over 21, er de gået bust, og alle de spillere der ikke er gået bust har vundet.

## At tælle kort på nettet
Normalt er det ikke muligt at tælle kort når man spiller blackjack på nettet. Det skyldes den simple grund, at kortene blandes efter hver hånd. Flere online casinoer har nu lanceret en turneringsversion, hvor man spiller mod andre spillere i stedet for dealeren. I disse turneringer er det nu muligt at tælle kort.

## Live blackjack
På et online kasino vil du oftest finde en mulighed for at deltage i live blackjack. Live casino bliver streamet fra studioer, som er blevet sat op, sådan at de til forveksling ligner et landbaseret casino. Det betyder, at du vil se et blackjackbord samt en eller to dealere (afhænger af hvilken slags live blackjack, som der spilles). Du kan endda chatte med live dealeren imens, at der trækkes kort. Der kan for det meste vælges imellem flere forskellige blackjackvarianter såsom Blackjack Party og VIP-Blackjack. Derudover, er det oftest også muligt at satse på forskellige bets såsom bet behind og perfect pairs. Live blackjack (og live casino generelt) bliver altid leveret af softwareleverandører til online kasionerne. I Danmark er en af de mest brugte live blackjack leverandører Evolution Gaming.